# Virsac
Virsac é uma comuna francesa na região administrativa da Nova Aquitânia, no departamento da Gironda. Estende-se por uma área de 3,6 km². Em 2010 a comuna tinha 1 107 habitantes (densidade: 307,5 hab./km²).